# Vznik a vývoj sluneční soustavy

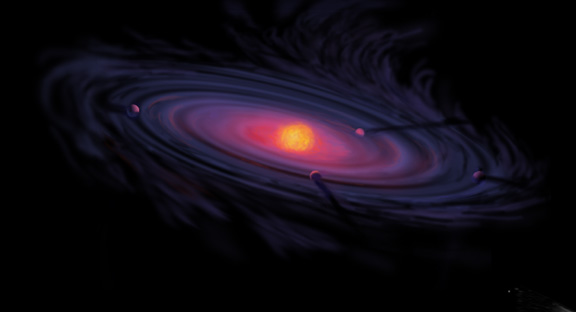
Umělecká představa protoplanetárního disku

Vznik a vývoj sluneční soustavy začal podle odhadů někdy před 4,55 až 4,56 miliardami let gravitačním smršťováním malé části obrovského molekulárního mračna. Většina hmoty se soustředila v jeho centru, kde vytvořila Slunce, zatímco zbytek kolem něj vytvořil plochý protoplanetární disk, z něhož pak vznikly planety, jejich měsíce, planetky a další tělesa.
Tento v současnosti široce přijímaný model, známý jako mlhovinová hypotéza, byl poprvé popsán v 18. století Emanuelem Swedenborgem, Immanuelem Kantem a Pierrem Simonem de Laplace. Studiem následujícího vývoje sluneční soustavy se zabývali vědci nejrůznějších disciplín, zejména astronomie, fyziky, geologie a planetologie. Vytvořené modely musely být s přibývajícími poznatky několikrát upraveny, a to zejména s příchodem kosmického věku v 50. letech a s objevem extrasolárních planet v 90. letech 20. století. Mnohé cizí planetární systémy jsou však natolik odlišné, že při jejich vývoji musely hrát roli i jiné procesy, než při formování sluneční soustavy.
Sluneční soustava se od svého vzniku vyvíjí neustále. Z prachoplynových disků kolem planet vzniklo mnoho měsíců, jiné se pravděpodobně vytvořily nezávisle a planety je později zachytily svou gravitací. Další, jako například Měsíc obíhající kolem Země, mohou být výsledkem obrovských kolizí. Oběžné dráhy planet se také často měnily a planety si vyměňovaly i svá místa v soustavě. Na vývoji sluneční soustavy v jejích počátcích se zřejmě do velké míry podílela právě tato planetární migrace.
V průběhu příštích 5 miliard let se Slunce ochladí, mnohokrát zvětší svůj objem a stane se rudým obrem, který pak odvrhne své vnější vrstvy, a vytvoří tak planetární mlhovinu. Zbytek Slunce se promění v bílého trpaslíka. Ve velmi vzdálené budoucnosti ho pak gravitace míjejících hvězd připraví o jeho planety. Některé mohou být zničeny, jiné vymrštěny do mezihvězdného prostoru, a Slunce tak během biliardy (1015) let zůstane bez jakýchkoliv oběžnic.

## Historie

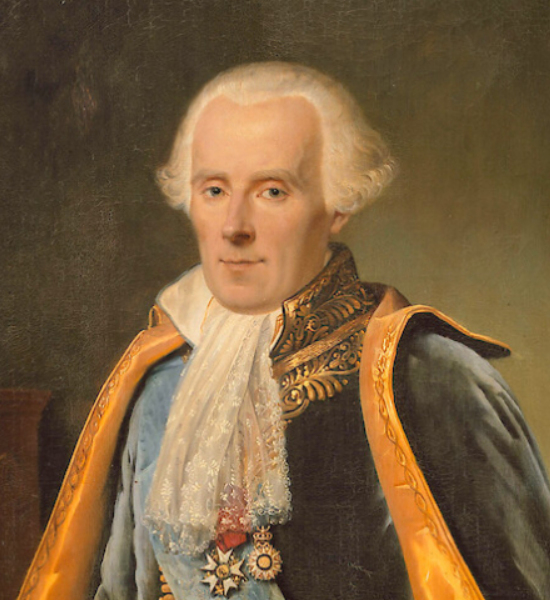
Pierre Simon de Laplace, jeden z autorů mlhovinové hypotézy

Snaha o vysvětlení původu a osudu světa vysvítá již z nejstarších známých spisů, avšak až do poměrně nedávné doby nebyly známé žádné pokusy o propojení těchto teorií s existencí sluneční soustavy, částečně i proto, že ani neexistovalo obecné povědomí o sluneční soustavě, jak ji chápeme dnes. Prvním krokem v tomto směru bylo přijetí teorie heliocentrismu, která umisťovala Slunce do středu celé soustavy a Zemi na jeho oběžnou dráhu. Ačkoliv tuto koncepci navrhoval již Aristarchos ze Samu ve 3. století př. n. l., širokého uznání se jí dostalo až na konci 17. století.
Dnes široce přijímanou hypotézu o mlhovinovém původu sluneční soustavy poprvé formulovali Emanuel Swedenborg, Immanuel Kant a Pierre Simon de Laplace již v 18. století a od té doby několikrát prošla fázemi obliby i zavržení. Její kritici poukazovali hlavně na fakt, že teorie nevysvětlovala, proč má rotující Slunce menší moment hybnosti než okolní planety. Na začátku 80. let 20. století však různé studie mladých hvězd ukázaly, že tyto bývají obklopeny chladným prachoplynovým diskem, přesně jak předpovídá mlhovinová hypotéza.
Pro pochopení dalšího vývoje Slunce bylo nutné především porozumět zdroji jeho energie. Když Arthur Stanley Eddington potvrdil platnost Einsteinovy teorie relativity, astrofyzikové si uvědomili, že energie Slunce by mohla pocházet z termonukleárních reakcí, probíhajících v jeho jádře. Roku 1935 šel Eddington ještě dále a prohlásil, že různé chemické prvky by rovněž mohly pocházet z nitra hvězd. Na tento předpoklad navázal Fred Hoyle, který přišel s myšlenkou, že v jádrech rudých obrů se tvoří chemické prvky těžší než vodík a helium.

## Vznik

### Pramlhovina
Mlhovinová hypotéza říká, že sluneční soustava byla vytvořena gravitačním kolapsem malé části obrovského molekulárního oblaku. Tento oblak měl průměr asi 20 parseků (přibližně 65 světelných let), kolabující část pak měřila napříč asi 1 parsek (něco přes 3 světelné roky). Pokračující kolaps vedl k vytvoření hustého jádra o velikosti 0,01 až 0,1 parseku (2000 až 20 000 astronomických jednotek). Tato oblast měla hmotnost jen o málo větší, než je hmotnost Slunce, a rovněž její složení bylo přibližně stejné, jako je složení dnešního Slunce. 98 % veškeré její hmoty tvořil vodík s heliem a stopovým množstvím lithia (jako pozůstatku po tzv. prvotní nukleosyntéze). Zbývající 2 % byla tvořena těžšími prvky, vytvořenými nukleosyntézou v raných generacích hvězd, které je v pozdních fázích svého života vyvrhovaly do mezihvězdného prostoru.
Astronomové původně předpokládali, že Slunce se zformovalo v poměrné izolaci, ovšem rozbory složení některých velmi starých meteoritů odhalily stopy izotopů s relativně krátkou dobou životnosti, jako např. izotop železa 60Fe, které se tvoří pouze v explodujících supernovách. Z toho lze usoudit, že v době, kdy se tvořila sluneční soustava, se v blízkosti nacházela nějaká supernova. Je možné, že kolaps molekulového mračna způsobila rázová vlna pocházející právě z této supernovy. Protože do stádia supernovy dospívají pouze velmi hmotné hvězdy s krátkou životností, muselo k tomu dojít v nějaké rozsáhlé oblasti, kde takové hvězdy vznikají, podobné jako je Velká mlhovina v Orionu. Studie struktury Kuiperova pásu a materiálu, z něhož je tvořen, naznačují, že Slunce vzniklo v nějaké hvězdokupě o průměru 6,5 až 19,5 světelného roku a souhrnné hmotnosti 500–3000násobku Slunce. Některé simulace, při nichž se mladé Slunce v průběhu stovek miliónů let dostává do interakcí s jinými hvězdami procházejícími v jeho blízkosti, ukazují, že právě takto mohly být vytvořeny anomální oběžné dráhy některých těles sluneční soustavy, jako například vzdálených objektů tzv. odděleného disku.

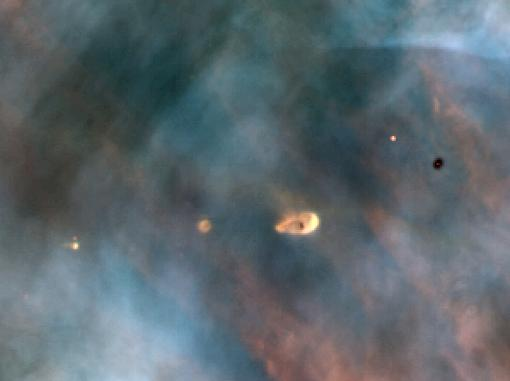
Fotografie protoplanetárních disků v mlhovině v Orionu, tzv. „hvězdné školce“ o průměru několik světelných let, pořízená Hubblovým dalekohledem. Přibližně takto možná vypadala i pramlhovina, z níž vzešlo Slunce.

Jak vyplývá ze zákona zachování hybnosti, kolabující mlhovina rotovala stále rychleji. Protože materiál, z něhož byla tvořena, stále houstl, jednotlivé atomy do sebe začaly narážet stále častěji, a tak měnily její energii na teplo. Střed mlhoviny, v němž se soustředila většina hmoty, byl mnohem teplejší než disk, který ho obklopoval. V průběhu přibližně 100 000 let se mlhovina vlivem společného působení gravitace, tlaku, magnetismu a rotace zploštila do rotujícího protoplanetárního disku o průměru asi 200 AU. V jeho centru se vytvořila horká hustá protohvězda (tj. hvězda, která ještě nezažehla svou fúzní reakci).
V této fázi svého vývoje bylo Slunce zřejmě proměnnou hvězdou typu T Tauri. Studie těchto hvězd ukazují, že často bývají obklopeny protoplanetárními disky s hmotnostmi 0,001–0,1 hmotnosti Slunce, které se rozpínají do vzdálenosti několika stovek AU (Hubblův vesmírný dalekohled pozoroval protoplanetární disky v oblastech tvorby nových hvězd, jako mlhovina v Orionu, o průměru až 1000 AU) a které jsou poměrně chladné – dosahují teplot nejvýše 1000 kelvinů. V této době Slunce zářilo především v infračervené oblasti spektra. V průběhu dalších 50 milionů let rostl tlak a současně vystoupala teplota v jádře Slunce až na 7 milionů kelvinů. Následně se zažehla vodíková fúze, která vytvořila dostatek vnitřní energie působící proti dalšímu gravitačnímu smršťování, takže Slunce dosáhlo hydrostatické rovnováhy. V této chvíli začalo znatelně zářit i ve viditelném spektru a započala nejdelší fáze jeho života, označovaná jako hlavní posloupnost. Hvězdy hlavní posloupnosti získávají svou energii jadernou fúzí, při níž ve svém jádru mění vodík na helium. V této fázi se Slunce nachází i dnes.
Měření ukazují, že tato fáze trvala 200 tisíc let.

### Vznik planet
Planety se zrodily ze sluneční mlhoviny, prachoplynového disku, který obklopoval nově utvořené Slunce. Jako nejpravděpodobnější způsob jejich vzniku se v současné době považuje tzv. akrece, to jest vznik z prachových částic obíhajících centrální protohvězdu. Původní hmota v prachoplynovém disku obsahovala jen několik málo minerálů, ovšem žár, který zalil okolí Slunce po zažehnutí jaderné fúze v jeho nitru, dal vzniknout krystalům řady minerálů nových. Mezi ně patřily především první železo-niklové slitiny, sulfidy, fosfidy, oxidy a křemičitany. Svědectví o nich nám podávají utuhlé kapky kdysi roztavené horniny (tzv. chondruly) uvnitř starých meteoritů. Tyto částice se dostávaly do kontaktu a začaly tvořit shluky o průměru až 200 metrů, které se dále srážely a vytvářely větší tělesa, zvaná planetesimály, dosahující rozměrů až kolem 10 kilometrů. Jejich velikosti se dalšími srážkami nadále zvětšovaly, a to rychlostí několika centimetrů ročně po dobu několika milionů let.
Vnitřní část sluneční soustavy, to jest oblast do vzdálenosti asi 4 astronomických jednotek, byla příliš teplá na to, aby zde molekuly prchavých látek jako voda nebo methan mohly kondenzovat, takže planetesimály se zde mohly formovat pouze z látek s vysokým bodem tání, jako jsou kovy a křemičitany. Jakmile velikosti některých z nich přesáhly 150 kilometrů, došlo v jejich nitru k částečnému natavení materiálu a k jejich rozvrstvení, včetně vzniku na kovy bohatého jádra. K tomu se ještě přidružily tepelné a mechanické šoky během jejich srážek a chemické reakce s částečkami vody, která pronikala do jejich trhlin. Tyto podmínky vedly k další tvorbě nových minerálů, jejichž celkový počet se již pohyboval kolem 250. Protože materiály, z nichž vznikaly planetesimály ve vnitřní části sluneční soustavy, jsou ve vesmíru poměrně vzácné a v původní mlhovině tvořily pouze 0,6 % její hmoty, nemohla tato tělesa dorůst příliš velkých rozměrů. Zárodky terestrických planet měly asi 5 setin hmotnosti dnešní Země a další materiál přestaly akumulovat asi 100 000 let po vzniku Slunce. Tělesa se nadále srážela a spojovala, což vedlo ke vzniku terestrických planet (Merkuru, Venuše, Země a Marsu) současných rozměrů.
V průběhu svého vzniku byly terestrické planety stále ponořeny v prachoplynovém disku. Teplota, hustota a tlak plynu v disku se vzrůstající vzdáleností od hvězdy klesají. Tlak, rotace a gravitace plynu jsou v rovnováze a vlivem toho plyn obíhá o něco pomaleji, než pevná tělesa. Mezi pomalejším plynem a planetami docházelo k přenosu momentu hybnosti, takže planety se dostávaly na nové dráhy.
Plynní obři (Jupiter, Saturn, Uran, a Neptun) vznikli ve větší vzdálenosti, za takzvanou sněžnou čárou, kde hmota již byla natolik chladná, že i prchavé látky mohly zůstat v pevném stavu. Jádra budoucích plynných obrů tedy byla vytvořena z ledových materiálů, kterých bylo mnohem větší množství než kovů a křemičitanů vytvářejících terestrické planety, takže mohla dosáhnout hmotnosti, která jim umožňovala zachycovat z okolí vodík a helium, nejlehčí a současně i nejběžnější prvky. Během 3 milionů let tělesa v této oblasti dorůstala do hmotnosti až čtyř Zemí. Dnes čtyři plynní obři tvoří 99 % veškeré hmoty obíhající kolem Slunce. Astronomové věří, že to není žádná náhoda, že Jupiter leží poměrně nedaleko za sněžnou čárou. Na zárodky planet obíhajících v plynném prostředí protoplanetárního disku totiž působí dva protichůdné vlivy. Plyn, který obíhá na vnější straně jejich dráhy, je pomalejší, takže je brzdí, a naopak plyn na vnitřní straně jejich dráhy je rychlejší, takže je popohání. Vnější oblast je ale větší, a proto její vliv dominuje, takže planetární embryo postupně ztrácí energii a po spirále se přibližuje k centrální hvězdě. U sněžné hranice se však akumulovalo velké množství vody vypařené z materiálu padajícího dovnitř sluneční soustavy, takže když se zárodek budoucího Jupiteru dostal až sem, začal ho pohánět poměrně silný „vítr“ do zad od rychle obíhajících částic v této oblasti, díky čemuž se jeho oběžná dráha stabilizovala. Zárodek budoucího plynného obra nadále přitahoval z okolního prostředí vodík a rostl velkou rychlostí; za 1000 let mohl dosáhnout až poloviny své konečné hmotnosti.
Vznik Jupiteru usnadnil vznik dalších plynných obrů. V jeho blízkosti totiž vznikla v obíhajícím plynu velká mezera, jejíž vnější okraj měl podobný vliv jako sněžná čára: rozdíl tlaku urychloval obíhající plyn, a tím byla zastavena migrace dalšího z planetárních embryí směrem do středu soustavy. Rozdíly ve velikosti plynných obrů patrně souvisí s dobou jejich vzniku – Saturn je mnohem menší než Jupiter, protože vznikal o několik milionů let později a v disku na něj již nezbylo tolik materiálu.
Hvězdy typu T Tauri, jakým bylo i mladé Slunce, mívají mnohem silnější hvězdný vítr než mnohem stabilnější a starší hvězdy. Uran a Neptun se zformovaly až po Jupiteru a Saturnu, kdy již sluneční vítr odvál většinu materiálu. Důsledkem bylo, že tyto planety nashromáždily jen málo vodíku a helia – ne více, než činí hmotnost Země. Hlavním problémem teorií popisujících vznik těchto planet je doba jejich vzniku. V oblastech, kde se nyní nacházejí, by trvalo miliony let, než by akrecí vznikla jejich jádra, takže by to nemohly před odvátím plynu slunečním větrem stihnout. To znamená, že se Uran i Neptun musely zformovat mnohem blíže Slunci, poblíž Jupiteru a Saturnu, možná i mezi nimi, a poté migrovaly směrem ven. V době planetesimál se tělesa ve sluneční soustavě nepohybovala vždy jen směrem ke Slunci. Vzorky prachu, které přinesla sonda Stardust z ohonu komety Wild 2, naznačují, že materiál z raných fází vznikající sluneční soustavy migroval z teplejších vnitřních oblastí do oblasti Kuiperova pásu.
Po 3 až 10 milionech let sluneční vítr odvál všechen plyn a prach protoplanetárního disku do mezihvězdného prostoru, a tak další růst planet ukončil.

## Následný vývoj
V minulých staletích se předpokládalo, že planety se zformovaly na svých současných oběžných drahách, nebo alespoň v jejich blízkosti. V současné době však převládá názor, že sluneční soustava krátce po svém vzniku vypadala zcela odlišně: ve vnitřní části obíhalo větší množství protoplanet nejméně tak hmotných jako Merkur, vnější části byly mnohem kompaktnější a Kuiperův pás byl mnohem blíže Slunci.

### Terestrické planety

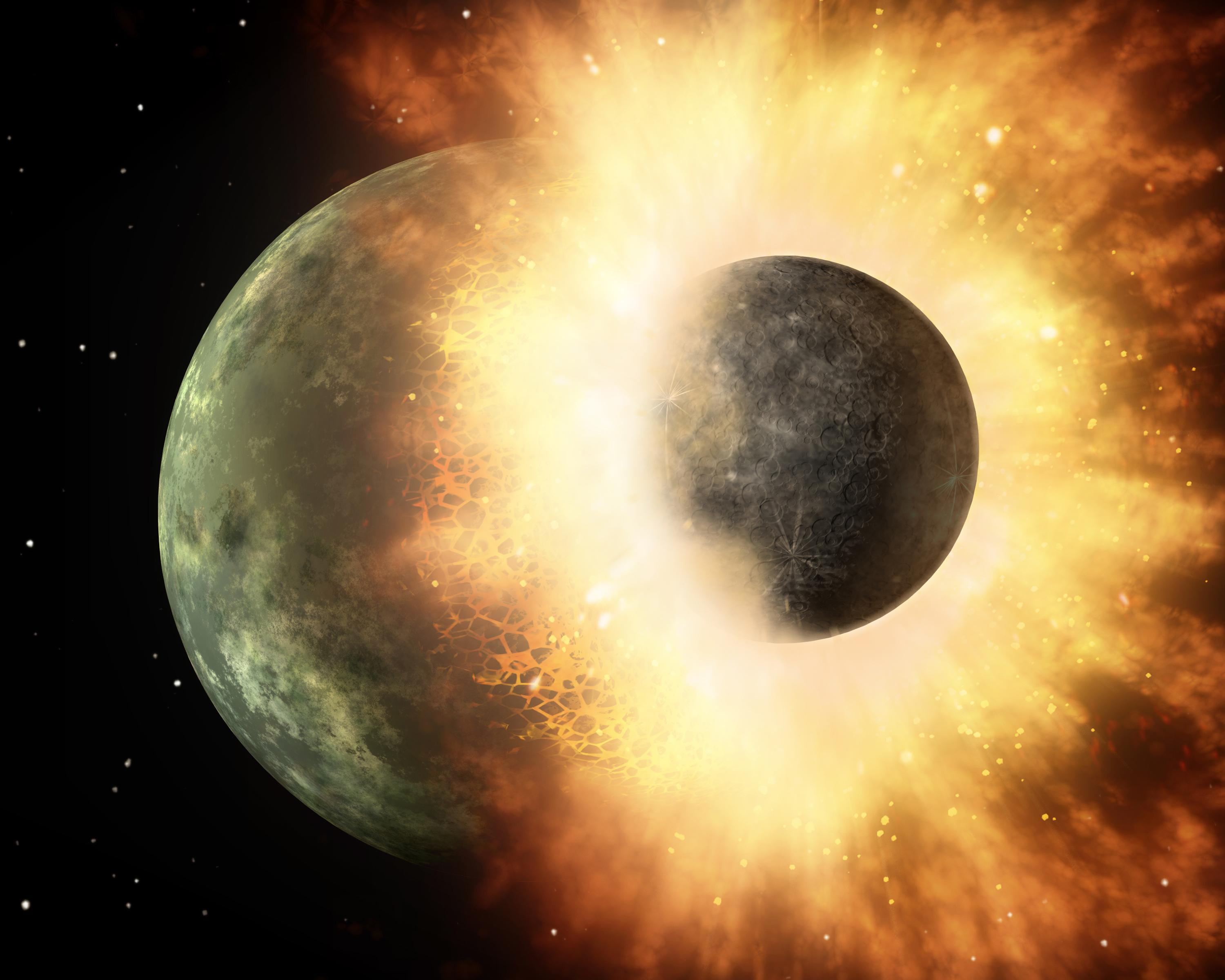
Ilustrace srážky Země s planetesimálou, která (podle teorie velkého impaktu) vedla ke vzniku Měsíce.

Na konci období formování planet byla vnitřní část sluneční soustavy osídlena 50–100 protoplanetami, jejichž velikosti se pohybovaly někde mezi rozměry dnešního Měsíce a Marsu. Další růst byl možný pouze prostřednictvím jejich vzájemných srážek a následných splynutí, což trvalo dalších 100 milionů let. Tato tělesa na sebe navzájem gravitačně působila, vlivem tohoto působení měnila své oběžné dráhy, až se nakonec srazila. Výsledkem byly čtyři terestrické planety, které známe dnes. Během jedné z těchto kolizí se zřejmě zformoval také pozemský Měsíc, jiná zase zbavila Merkur části jeho svrchního pláště.
Nevyřešenou otázkou u tohoto modelu zůstává, jak se původní oběžné dráhy proto-terestrických planet, které musely být velmi výstřední (jinak by se nemohly srážet), změnily na pozoruhodně stabilní a téměř kruhové, jaké pozorujeme dnes. Podle jedné z hypotéz se zformovaly v plynovém disku, který stále ještě nebyl od Slunce odvát. Tento zbytkový plyn pak prostřednictvím tzv. gravitačního tření snížil energii planet a upravil jejich oběžné dráhy. Pokud ovšem tento plyn v době vzniku terestrických planet existoval, neměly by se na tyto výstřední dráhy vůbec dostat. Podle jiné hypotézy nedocházelo ke gravitačnímu tření mezi planetami a zbytkovým plynem, ale mezi planetami a jinými malými tělesy. Když se velké těleso prodíralo mezi tělesy mnohem menšími, tato malá tělesa byla přitahována jeho gravitací a vytvářela za ním jakousi brázdu o vyšší hustotě než byla hustota okolí. Tyto hustší oblasti pak gravitačně na velké těleso působily, zpomalovaly ho a postupně dostávaly na pravidelnější oběžnou dráhu.

### Hlavní pás asteroidů
Hlavním pásem asteroidů se nazývá vnější okraj oblasti terestrických planet ležící mezi 2 a 4 astronomickými jednotkami od Slunce. Pás asteroidů původně obsahoval více než dostatek hmoty k tomu, aby se zde zformovaly 2 až 3 planety podobné velikosti jako Země a i zde vývoj započal tvorbou velkého počtu planetesimál. Planetesimály se pak dále spojovaly a vytvořily 20 až 30 protoplanet, které se svými rozměry pohybovaly někde mezi dnešními velikostmi Měsíce a Marsu. Vývoj této oblasti však nabral zcela jiný směr poté, co se zformovala obří planeta Jupiter, k čemuž došlo asi 3 miliony let po vzniku Slunce. Vlivem Jupiterovy gravitace docházelo k urychlování některých objektů, a v následných kolizích pak docházelo spíše k jejich tříštění než k akreci.
Podle některých simulací se oběžná dráha Jupiteru vlivem interakce s planetesimálami, z nichž řadu odmrštil do Kuiperova pásu, mírně posunula směrem ke středu sluneční soustavy, a to asi o 0,45 astronomické jednotky. Jak se Jupiter posunoval směrem dovnitř sluneční soustavy, jeho vliv dále postupoval napříč pásem asteroidů. Důsledkem bylo zvýšení vzájemné rychlosti zdejších těles, a vymrštění planetesimál ven z pásu asteroidů nebo zvýšení sklonu a výstřednosti jejich oběžných drah. Některé z nich také putovaly do vnitřních částí sluneční soustavy, kde pak sehrály roli v závěrečné fázi akrece terestrických planet. Na konci tohoto období zůstala v pásu asteroidů hmota rovná méně než 1 % hmotnosti Země, která byla tvořena hlavně malými planetesimálami. Stále to však ještě bylo asi 10 až 20krát více, než jaká je jeho současná hmotnost. Další fáze, která pro pás asteroidů znamenala další ztrátu materiálu, následovala poté, co se planety Jupiter a Saturn dostaly do vzájemné dráhové rezonance 2:1 (viz níže).
Srážky Země s tělesy pocházejícími z raného pásu asteroidů pravděpodobně hrály významnou roli při tvorbě pozemských zásob vody. Voda je příliš prchavá na to, aby mohla být na Zemi přítomna již v době jejího vzniku, takže se na ni musela dostat až později, a to ze vzdálenějších a chladnějších částí sluneční soustavy. Je velmi pravděpodobné, že ji sem dopravily právě planetární embrya a malé planetesimály vymrštěné Jupiterem z pásu asteroidů. Populace komet obíhajících uvnitř pásu asteroidů, která byla objevena roku 2006, rovněž naznačuje, že pozemské zdroje vody by mohly pocházet právě odsud. Komety pocházející z Kuiperova pásu mohly na Zemi doručit nejvýše 6 % z jejích vodních zásob. Podle teorie panspermie byly tímto způsobem na Zemi dopraveny i zárodky života, tato myšlenka však mezi vědci nezískala širokou podporu. Podobným způsobem asteroidy zřejmě dopravovaly vodu i na jiné terestrické planety, například na Mars.

### Migrace planet
Podle mlhovinové hypotézy nemohly vnější planety vzniknout na místech, kde obíhají nyní. Uran a Neptun (označovaní též jako „ledoví obři“) se vyskytují v oblasti, kde by menší hustota sluneční mlhoviny a delší oběžná doba činily jejich stvoření vysoce nepravděpodobným. Astronomové se místo toho domnívají, že tyto planety vznikly na oběžných drahách blíže Jupiteru a Saturnu, kde bylo dostupné větší množství materiálu, a teprve později migrovaly směrem ven na své současné oběžné dráhy. Tato migrace trvala nejméně stovky milionů let.

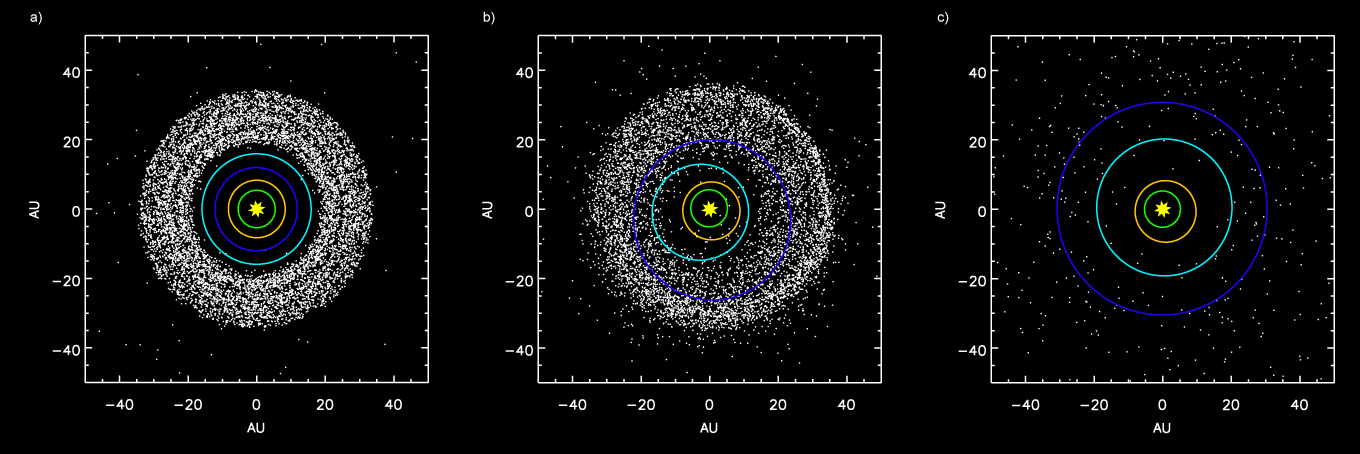
Simulace vzhledu oběžných drah a Kuiperova pásu: a) před tím, než se planety Jupiter a Saturn dostaly do vzájemné rezonance 2:1 b) po změně oběžné dráhy Neptunu c) po rozprášení těles Kuiperova pásu Jupiterem

Migrace vnějších planet je také vysvětlením podoby nejvzdálenějších oblastí sluneční soustavy. Za Neptunem sluneční soustava přechází v Kuiperův pás, rozptýlený disk a Oortovo mračno, což jsou tři oblasti řídce osídlené malými ledovými tělesy, o nichž se soudí, že z nich pochází též většina pozorovaných komet. V této vzdálenosti od Slunce byla akrece příliš pomalá na to, aby se tu mohly zformovat planety dříve, než došlo k rozptýlení sluneční mlhoviny. Kuiperův pás leží ve vzdálenosti 30 až 55 astronomických jednostek (AU) od Slunce, vzdálenější rozptýlený disk sahá až vzdálenosti více než 100 AU a Oortovo mračno začíná až ve vzdálenosti 50 000 AU. Původně však byl Kuiperův pás mnohem hustší a blíže Slunci, přičemž jeho vnější okraj končil přibližně ve vzdálenosti 30 AU a vnitřní okraj býval hned za dnešními oběžnými drahami Uranu a Neptunu. Tyto zase byly mnohem blíže Slunci (pravděpodobně někde mezi 15–20 AU) a na rozdíl od současné situace býval Uran dále od Slunce než Neptun.
Poté, co se sluneční soustava zformovala, oběžné dráhy plynných obrů se dále pomalu měnily a ovlivňovaly velké množství zbývajících planetesimál. Asi po 500–600 milionech let (tj. asi před 4 miliardami let) se planety Jupiter a Saturn dostaly do vzájemné rezonance 2:1 (na dva oběhy Jupiteru připadal 1 oběh Saturnu). Důsledkem byl gravitační tlak proti ostatním vnějším planetám, který způsobil, že Neptun byl vytlačen až za Uran a zakousl se do tehdejšího Kuiperova pásu. Zatímco se obě planety pohybovaly směrem ven, svým vlivem vychýlily většinu malých ledových těles Kuiperova pásu směrem dovnitř. Když se však planetesimály dostaly do interakce s Jupiterem, jehož obrovská gravitace je vysílala na vysoce eliptické dráhy nebo je dokonce vyrážela ven ze sluneční soustavy, byly důsledky opačné – dráha Jupiteru se posunula o něco více dovnitř. Tělesa, která Jupiter katapultoval na velmi eliptické dráhy pak vytvořila tzv. Oortovo mračno; tělesa vymrštěná méně silně Neptunem vytvořila současnou podobu Kuiperova pásu a rozptýleného disku. Tento scénář také vysvětluje, proč v současné době Kuiperův pás a rozptýlený disk obsahují tak málo hmoty. Některá z rozptýlených těles, včetně Pluta, se dostala do gravitačního vlivu Neptunu a následně do rezonance oběžných dob. Gravitační tření mezi těmito planetami a okolními planetesimálami pak opět upravilo jejich dráhy do kruhové podoby.
Vnitřní planety, na rozdíl od planet vnějších, v průběhu dosavadního vývoje sluneční soustavy své oběžné dráhy významně neměnily a po éře pozdního velkého bombardování již tyto dráhy zůstaly stabilní.

### Impakty menších těles

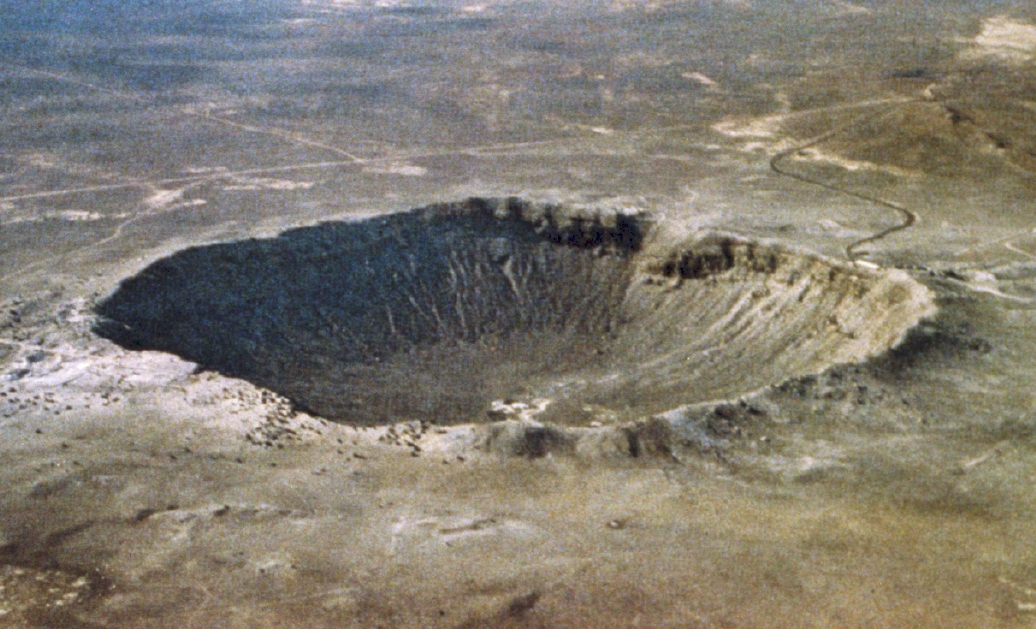
Meteor Crater v Arizoně, vytvořený před 50 000 lety, má průměr cca 1200 m a je známkou toho, že akrece těles sluneční soustavy stále není ukončena.

Migrující plynní obři svou gravitací změnili oběžné dráhy velkého množství planetek, které se tak dostaly do vnitřních částí sluneční soustavy. Důsledkem bylo vyprázdnění původního pásu asteroidů na jeho současnou nízkou úroveň. Je možné, že právě tyto planetky byly původcem tzv. pozdního velkého bombardování, které se odehrálo přibližně před 4 miliardami let, tj. 500–600 milionů let po vzniku sluneční soustavy. Éra velkého bombardování trvala několik stovek milionů let a zanechala po sobě svědectví v podobě množství kráterů, které jsou stále viditelné na geologicky neaktivních tělesech ve vnitřní části sluneční soustavy – Měsíci a Merkuru. Nejstarší známý důkaz života na Zemi pochází z doby před 3,8 miliardami let, tj. velmi krátkou dobu po ukončení velkého bombardování. I poté však ještě Země dostala několik velmi citelných zásahů, které podle studie z roku 2008 mohly významným způsobem ovlivnit tvorbu kontinentů.
Dopady vesmírných těles jsou neoddělitelnou součástí vývoje sluneční soustavy, třebaže v současné době se vyskytují poměrně řídce. Příkladem relativně nedávné kolize může být impaktní kráter Meteor Crater v Arizoně, který vznikl asi před 50 tisíci lety. Astronomové měli také možnost pozorovat srážky vesmírných těles s Jupiterem, a sice komety Shoemaker-Levy 9 v roce 1994 nebo blíže neznámého tělesa v roce 2009. Z toho plyne, že proces akrece stále není ve sluneční soustavě ukončen, a může být též potenciální hrozbou pro život na Zemi. Kromě srážek s většími tělesy však povrch těles sluneční soustavy formuje také sluneční vítr a nárazy mikrometeoritů.
Vývoj pásu asteroidů byl po ukončení éry pozdního velkého bombardování určován především vzájemnými kolizemi. Tělesa s velkou hmotností mají dostatečně velkou gravitaci na to, aby si udržela svůj materiál i po silné srážce, což však nebyl případ těchto planetek. Důsledkem bylo, že mnoho z nich se zcela roztříštilo a někdy se z jejich pozůstatků poskládala nová tělesa. Vznik asteroidních měsíců lze vysvětlit pouze opětnou konsolidací materiálu, který byl vyvržen z mateřského tělesa silou, jež nepostačovala k úplnému úniku z dosahu jeho gravitace, takže zůstal na jeho oběžné dráze.

## Měsíce
Většina planet a mnoho dalších těles sluneční soustavy má na svých oběžných drahách měsíce. Tyto přirozené satelity mohly vzniknout jedním ze tří následujících způsobů:
- současným vytvořením spolu s planetou z prachoplynného disku kolem vznikající planety (pouze v případě plynných obrů);
- konsolidací materiálu vyvrženého po srážce planety s jiným tělesem (za předpokladu, že srážka byla dostatečně silná a došlo k ní pod nízkým úhlem);
- zachycením tělesa.

Jupiter a Saturn mají na svých oběžných drahách velké měsíce, jako jsou Io, Europa, Ganymed či Titan, které mohly vzniknout z prachoplynných disků kolem svých mateřských těles stejným způsobem, jakým se i tyto obří planety zformovaly z disku kolem Slunce. Tento původ naznačují jak jejich velké rozměry, tak i malá vzdálenost od mateřské planety, což jsou okolnosti, které by nemohly nastat v případě, že by se tyto satelity zachytily na oběžné dráze planet později. Plynný charakter planet zase zcela vylučuje možnost vytvoření z materiálu vyvrženého při kolizi. Vnější měsíce plynných obrů jsou spíše malé a mají poměrně výstřední dráhy s nahodilými sklony, což jsou zase vlastnosti typické pro zachycená tělesa. Většina takových satelitů navíc obíhá v opačném směru, než v jakém rotuje jejich planeta. Největší satelit, o němž se astronomové domnívají, že je zachyceným tělesem, je Neptunův měsíc Triton, který byl zřejmě původně tělesem Kuiperova pásu.
Satelity těles sluneční soustavy, která mají pevný povrch, byly vytvořeny buď při kolizi nebo zachycením. Například oba malé měsíce Marsu, Deimos a Phobos, jsou pravděpodobně zachycenými planetkami. Pozemský Měsíc zase byl zřejmě vytvořen při jedné obrovské kolizi. Těleso, které se srazilo se Zemí, mělo zřejmě hmotnost srovnatelnou s Marsem, a tato srážka se pravděpodobně udála na konci éry velkého bombardování. Srážkou byla na oběžnou dráhu Země vymrštěna část kůry dopadnuvšího tělesa, která se pak opět poskládala, a dala tak vzniknout Měsíci. Tato kolize byla zřejmě poslední ze série velkých srážek, které formovaly Zemi. Existují také hypotézy, podle nichž se v jednom z libračních center soustavy Země–Slunce (buď L4 nebo L5) zformovalo těleso velikosti Marsu, které později změnilo svou dráhu.
Rovněž Charon, satelit obíhající Pluto, mohl vzniknout v důsledku velké srážky. Soustavy Pluto–Charon a Země–Měsíc jsou jediné ve sluneční soustavě, v nichž hmotnost satelitu obíhajícího kolem planety či trpasličí planety dosahuje alespoň 1 % její hmotnosti.

## Budoucnost
Podle současných znalostí se sluneční soustava nebude nijak dramaticky měnit až do doby, kdy Slunce přemění všechny své zásoby vodíku v jádře na helium, a následně se začne ve svém vývoji posouvat z hlavní posloupnosti směrem k fázi rudého obra. Přesto však její vývoj ani v tomto období neustane.

### Dlouhodobá stabilita
Sluneční soustava je chaotická a v oběžných dráhách planet mohou nastat dlouhodobé odchylky. Jedním takovým známým případem je vztah planet Neptun a Pluto, které obíhají ve vzájemné dráhové rezonanci 3:2. Ačkoliv samotná rezonance je stabilní, je zcela nemožné předpovědět přesnou pozici, v níž se bude Pluto nacházet za 20 milionů let, což je s ohledem na stáří sluneční soustavy poměrně krátká doba. Dalším příkladem může být sklon zemské osy, jehož změnu nelze díky tření uvnitř zemského pláště vyvolávaném slapovým působením Měsíce vypočítat dopředu na dobu delší než asi 1,5 až 4,5 miliardy let.
Oběžné dráhy vnějších planet jsou z dlouhodobého hlediska rovněž chaotické. Ljapunovův čas (tj. čas, za který se tyto dráhy odchýlí od vypočtených hodnot 2,7krát) se u nich pohybuje mezi 2 a 230 miliony let. Dlouhodobě není možné předpovědět přesnou pozici planety na její oběžné dráze (což mimo jiné činí nemožným také předpovědi změn ročních období) a velmi dramaticky se může měnit i samotná oběžná dráha. Nejsilněji se tento chaos projevuje ve změnách výstřednosti drah, které mohou nabývat eliptičtější (nebo méně eliptické) podoby. Některé modely však dokáží předpovědět např. pohyb Země až na 50 miliónů let od současnosti.
Sluneční soustava je však velmi stabilní v tom ohledu, že žádné z planet se v průběhu několika příštích miliard let nedostanou do vzájemné kolize. O něco později, asi během 5 miliard let, se však může výstřednost oběžné dráhy Marsu zvětšit až na hodnotu 0,2 a překřížit tak oběžnou dráhu Země, což by potenciálně mohlo vést ke srážce. Během téže doby by se mohla ještě znatelněji zvýšit výstřednost oběžné dráhy Merkuru, který by se tak dostal do blízkosti Venuše a výsledkem tohoto setkání by bylo buď jeho vystřelení ven ze sluneční soustavy nebo změna oběžné dráhy, která by ho dostala na kolizní kurs s Venuší či se Zemí.

### Přirozené satelity a prstence
Vývoj přirozených oběžnic planet je do značné míry poháněn slapovými silami. Slapové jevy jsou důsledkem faktu, že obíhající satelit působí na přivrácenou stranu svého mateřského tělesa větší gravitační silou než na stranu odvrácenou. Pokud měsíc obíhá ve stejném směru, v jakém rotuje obíhaná planeta, a tato planeta současně rotuje rychleji, než je oběžná doba měsíce, potom slapové dmutí postupuje před obíhajícím měsícem. Moment hybnosti rotujícího mateřského tělesa se pak přenáší na obíhající satelit, který díky tomu získává energii a po spirále se vzdaluje, zatímco rotace mateřské planety postupně zpomaluje.
Země a její Měsíc mohou sloužit jako příklad takové konfigurace. Rotace Měsíce je vázaná, což znamená, že jeden jeho oběh (v současné době 29 dní) je roven jednomu jeho otočení kolem vlastní osy, takže Zemi nastavuje stále stejnou tvář. Měsíc se od Země postupně vzdaluje a otáčení Země se zpomaluje. Asi za 50 miliard let (pokud přežijí expanzi Slunce) se vázanou stane rotace obou těchto těles, přičemž Měsíc Zemi oběhne jednou za 47 dní a obě tělesa se otočí kolem svých os za stejnou dobu, takže budou k sobě natočeny stále stejnými polokoulemi. Jiným příkladem mohou být Galileovy měsíce na oběžných drahách kolem Jupiteru (stejně jako i mnohé z menších Jupiterových satelitů) a většina z větších měsíců Saturnu.

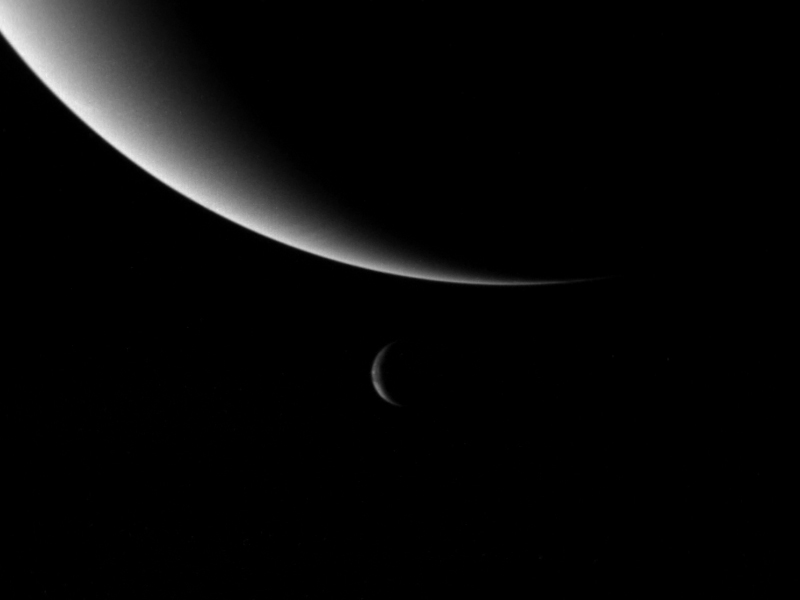
Neptun a jeho měsíc Triton, zachycení sondou Voyager 2. Oběžná dráha Tritonu se nakonec dostane za tzv. Rocheovu mez, takže satelit bude vlivem slapových sil roztrhán a vytvoří kolem Neptunu nový prstenec

Jiný scénář může nastat, pokud měsíc obíhá kolem své mateřské planety rychleji, než tato rotuje, nebo obíhá v opačném směru. V obou těchto případech slapové dmutí postupuje za obíhajícím měsícem a ten se naopak pomalu po spirále přibližuje k planetě. Nakonec je buď slapovými silami zcela roztrhán, což může vést k vytvoření prstence kolem planety, nebo se s ní srazí. Tento osud čeká měsíc Marsu Phobos (za 30 až 50 milionů let), měsíc Neptunu Triton (asi za 3,6 miliardy let), měsíce Jupiteru Metis a Adrastea,
Pokud jsou planeta a její oběžnice vzájemně gravitačně vázané, dochází ke slapovému dmutí přímo pod měsícem, takže moment hybnosti se nepřenáší a oběžná doba se nemění. Příkladem této konfigurace mohou být Pluto a jeho měsíc Charon.
Stáří prstenců Saturnu zůstává stále nejasné. Podle některých teorií pochází již z prvních fází vývoje sluneční soustavy, podle jiných jsou staré nejvýše několik stovek milionů let. Prstence zkoumala sonda Cassini–Huygens a podle jejích údajů jsou v nich 10 km široké shluky ledového materiálu, které se opakovaně rozpadají a zase sdružují, a tak prstence stále udržují. Prstence Saturnu jsou mnohem masivnější než prstence jiných plynných obrů, a právě tato jejich obrovská hmota je pravděpodobně důvodem, proč jsou tak dobře zachovalé ještě i 4,5 miliardy let po vzniku planety, a zřejmě tedy vydrží ještě i další miliardy let.

### Slunce a planety

Srovnání současné velikosti Slunce (ve výřezu) s velikostí, které dosáhne v budoucnosti jako rudý obr

Z dlouhodobého hlediska vývoj sluneční soustavy nejvíce ovlivní vývoj samotného Slunce. Když Slunce přemění většinu své zásoby vodíku, zvýší se jeho teplota a zbytek vodíku se vypotřebuje ještě rychleji. Důsledkem toho se jasnost Slunce zvětšuje asi o 10 % každé 1,1 miliardy let. Asi za miliardu let se zářivý výkon Slunce zvýší a tzv. obyvatelná zóna se od něj posune dále. Země bude natolik horká, že se na ní nebude vyskytovat voda v tekutém stavu, takže život na ní nebude možný. Vodní pára je silným skleníkovým plynem, takže vypařování oceánů by mohlo také zvyšovat teplotu zemského povrchu, a možná tak život na Zemi ukončit ještě dříve. Je možné, že v tomto období postupně stoupne povrchová teplota Marsu, takže se do jeho atmosféry uvolní oxid uhličitý a voda, které jsou v současné době ve zmrzlém stavu v jeho půdě. Následný skleníkový efekt by mohl planetu ohřát natolik, že by na ní vznikly podmínky srovnatelné s dnešní Zemí. Za 3,5 miliardy let budou podmínky na Zemi podobné těm, jaké dnes vládnou na Venuši.
Asi za 5,4 miliard let se zvýší teplota slunečního jádra natolik, že se zažehne vodíková fúze i v okolních vrstvách. Následkem toho dojde ke znatelné expanzi vnějších vrstev Slunce a hvězda vstoupí do nové fáze svého života nazývané rudý obr. Během 7,5 miliard let bude poloměr Slunce měřit 1,2 astronomické jednotky, tj. 256násobek jeho současné hodnoty. Na špičce větve rudých obrů bude povrch Slunce v důsledku obrovského nárůstu jeho plochy mnohem chladnější (okolo 2600 K), než je nyní, a jeho zářivost bude mnohem vyšší, až 2700násobek jeho současné zářivosti. Během části období rudého obra povane směrem od Slunce silný sluneční vítr, který odnese asi 33 % jeho hmoty. Je možné, že v této době se zvýší povrchová teplota Saturnova měsíce Titanu natolik, že na něm bude moci existovat život.
Během své expanze Slunce pohltí planetu Merkur a s největší pravděpodobností též Venuši. Osud Země je méně jasný; okraj Slunce se sice dostane až za její oběžnou dráhu, ovšem protože Slunce ztratí velkou část své hmotnosti (a tudíž se zmenší jeho gravitace) bude Země ve svém oběhu nadále pokračovat. Pokud by se do hry nevložily další faktory, Země a možná i Venuše by svému zničení unikly, ovšem studie z roku 2008 předpovídá, že Slunce nakonec obě zcela pohltí v důsledku slapových interakcí s jeho svrchními vrstvami.
V důsledku vodíkové fúze ve vrstvách kolem slunečního jádra se hmotnost jádra bude zvyšovat, až nakonec dosáhne asi 45 % současné hmotnosti celého Slunce. V tomto okamžiku budou jeho hustota a teplota již tak vysoké, že se jadernou fúzí začne spalovat helium na uhlík, což se projeví jako tzv. heliový záblesk; Slunce se smrskne ze svého poloměru, který bude asi 250násobkem jeho současného rozměru na pouhý 11násobek. Zářivost přitom poklesne z 3000násobku současné hodnoty na 54násobek a povrchová teplota se zvýší asi na 4770 kelvinů. Slunce se stane hvězdou tzv. horizontální větve, která bude ve svém jádře spalovat helium podobným způsobem, jako dnes spaluje vodík. Tato fáze heliové fúze bude trvat jen 100 milionů let. Nakonec se Slunce znovu vrátí ke spalování zbytků vodíku a helia ve svých vnějších vrstvách a dojde tak k jeho druhé expanzi, přičemž se promění v hvězdu asymptotické větve obrů. Slunce opět zvýší svůj zářivý výkon, který dosáhne 2090násobku jeho současné hodnoty, a ochladí se asi na 3500 K. Tato fáze bude trvat asi 30 milionů let. Během následujících 100 tisíc let bude Slunce odvrhovat obrovská množství hmoty do prostoru, kde vytvoří mračno nazývané (poněkud zavádějícím způsobem) planetární mlhovina. Vyvržený materiál bude obsahovat především helium a uhlík vzniklé během slunečních jaderných reakcí, a bude tak přispívat dalšímu obohacení mezihvězdného prostoru o těžké prvky.

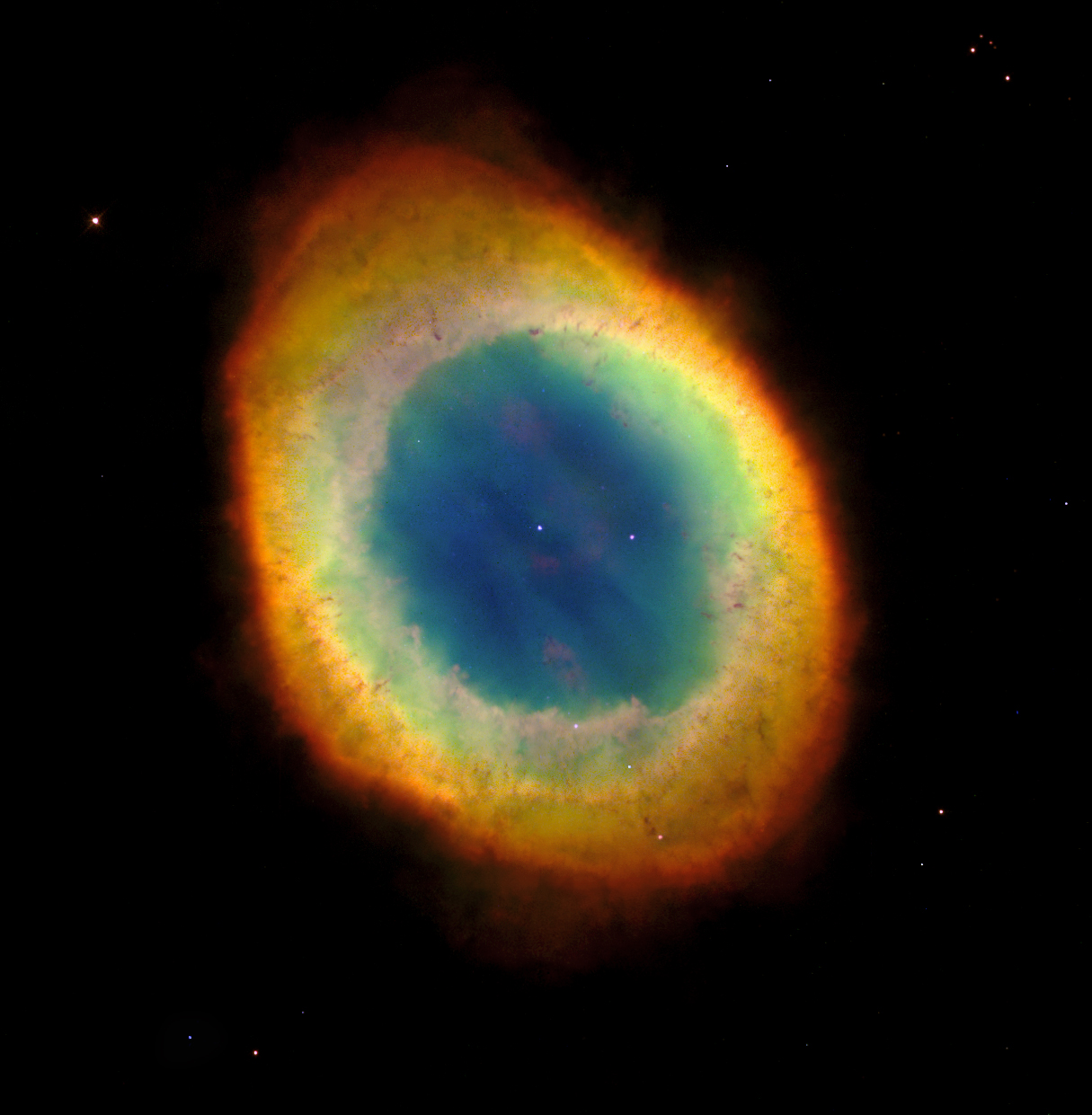
Prstencová mlhovina, planetární mlhovina podobná té, v niž se promění Slunce

Tato přeměna bude poměrně klidnou vesmírnou událostí, která bude mít daleko do efektního výbuchu supernovy, na který není Slunce dostatečně hmotnou hvězdou. Případný pozorovatel by byl svědkem masivního nárůstu rychlosti slunečního větru, který by však nebyl dostatečně silný, aby zničil zbývající planety. Úbytek hmotnosti Slunce by však mohl způsobit chaos v jejich oběžných drahách, takže některé by se mohly vzájemně srazit, jiné být vymrštěny ze sluneční soustavy nebo roztrhány působením slapových interakcí. Posledním pozůstatkem Slunce bude bílý trpaslík, tj. malá a neobyčejně hustá hvězda, která bude mít asi 54 % své původní hmotnosti, ovšem svými rozměry bude srovnatelná se Zemí. Zpočátku může být 100krát zářivější, než je nyní Slunce. Sestávat bude z degenerovaného uhlíku a kyslíku, ovšem nedosáhne již takové teploty, která by mohla zažehnout fúzi těchto těžkých prvků. Tento bílý trpaslík bude postupně chladnout a temnět.
Během závěrečných fází života Slunce bude jeho gravitační vliv na obíhající tělesa, jako jsou planety, komety a planetky, vlivem ztráty hmotnosti slábnout. Oběžné dráhy zbývajících planet se vzdálí; pokud by v té době ještě existovaly Venuše, Země a Mars, pak dráha Venuše by ležela přibližně ve vzdálenosti 1,4 astronomické jednotky, Země ve vzdálenosti 1,9 AU a Marsu 2,8 AU. Tyto i ostatní zbývající planety by se staly temnými studenými tělesy zcela nevhodnými pro jakokoliv formu života. Jejich oběžná rychlost se zmenší vlivem zvětšené vzdálenosti od hvězdy a jejího menšího gravitačního působení. O dvě miliardy let později, když Slunce vychladne na 6000 až 8000 kelvinů, uhlík a kyslík v jeho jádře zmrznou a více než 90 % jeho hmoty získá krystalickou strukturu. Po uplynutí několika bilionů let nakonec Slunce přestane zářit úplně a stane se černým trpaslíkem.

## Galaktické vlivy

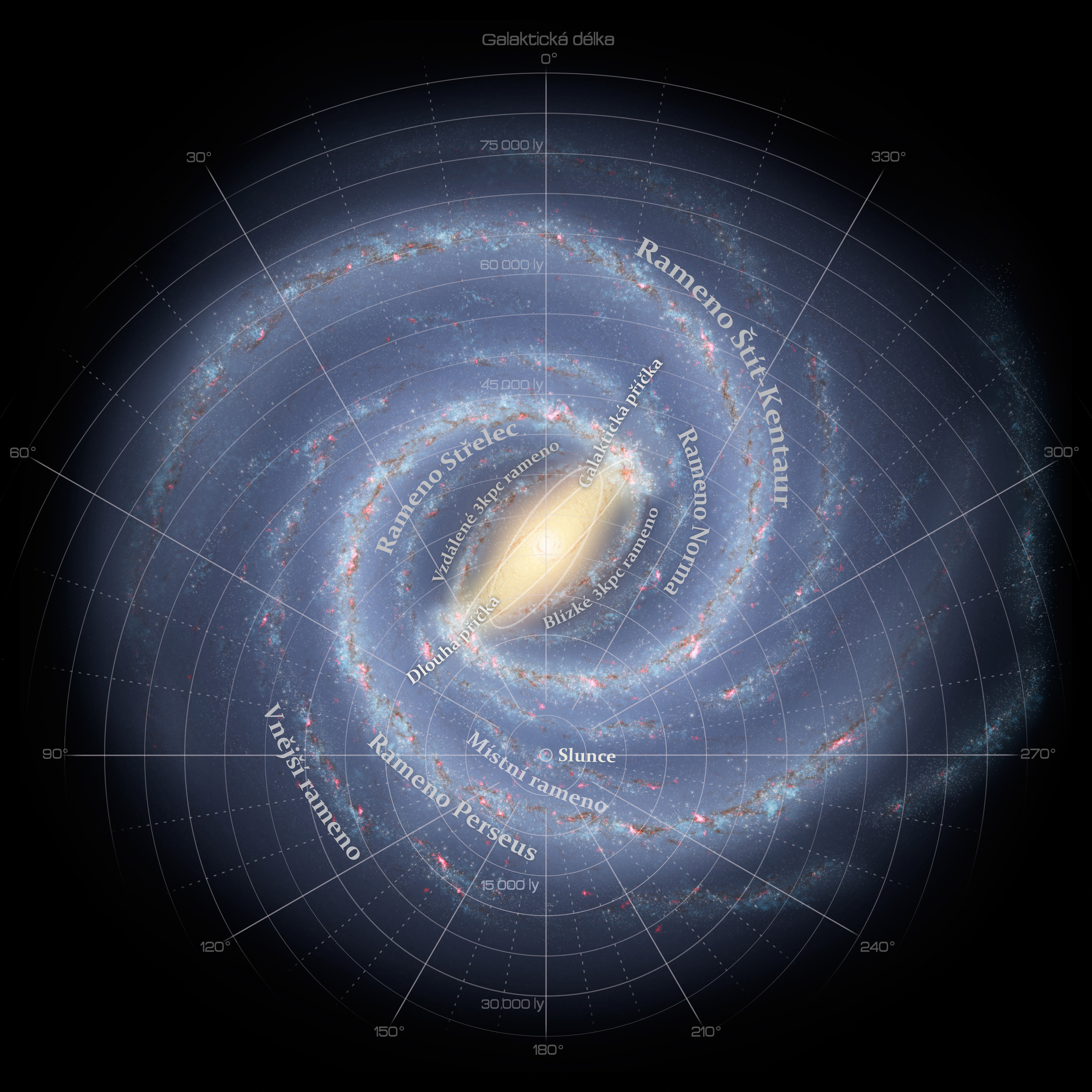
Umístění sluneční soustavy v Galaxii

Sluneční soustava cestuje Galaxií osamocená po přibližně kruhové dráze ve vzdálenosti asi 8500 parseků (téměř 28 000 světelných let) od galaktického jádra. Její rychlost je asi 230 km/s. Galaktický rok, to jest doba, kterou sluneční soustava potřebuje k dokončení jednoho oběhu, trvá něco mezi 220 a 250 miliony let. Od svého vzniku takto oběhla již 20krát.
Řada vědců spekulovala, zda právě cesta sluneční soustavy Galaxií nemůže být tím faktorem, který stál za periodicky se opakujícími obdobími hromadných vymírání, o nichž poskytují svědectví fosilní záznamy. Podle jedné z hypotéz se Slunce během oběhu kolem galaktického jádra periodicky pohybuje nahoru a dolů vzhledem k rovině Galaxie, a tím pádem touto rovinou pravidelně prochází. Když se sluneční soustava díky těmto oscilacím během svého oběhu nachází mimo galaktický disk, je vystavena menšímu vlivu galaktických slapových sil. Když však jednou za 20 až 25 milionů let vstoupí do galaktického disku, vliv slapů zesílí, což podle matematických modelů zčtyřnásobí příval komet z Oortova mračna do nitra sluneční soustavy, čímž se velmi výrazně zvýší pravděpodobnost ničivých srážek vesmírných těles.
Jiní vědci však upozornili, že Slunce se právě nyní nachází v blízkosti roviny Galaxie, a přitom od posledního vymírání uběhlo již 15 milionů let. Proto navrhují jinou hypotézu, podle níž za periodickým vymíráním nestojí vertikální pozice Slunce, ale průchody Slunce přes galaktická ramena. V těchto ramenech se nachází jednak velká množství molekulárních mračen, jejichž gravitace by mohla zapůsobit na Oortův oblak, a jednak vysoké koncentrace tzv. modrých obrů, kteří žijí relativně krátkou dobu, po jejímž uplynutí zanikají v mohutných explozích jako supernovy.

### Galaktická kolize
Ačkoliv se drtivá většina galaxií ve vesmíru od té naší vzdaluje, galaxie M31 (známá též jako galaxie v Andromedě), největší člen Místní skupiny galaxií, míří přímo k ní, a to rychlostí kolem 120 km/s. Za 4 miliardy let se tak tyto galaxie srazí. Slapové síly pak zřejmě způsobí, že si obě galaxie vzájemně zdeformují ramena do slapových ohonů. Pokud taková situace nastane, je podle výpočtů asi 12% šance, že sluneční soustava skončí v jednom z těchto ohonů, a asi 3% šance, že opustí naši galaxii a stane se součástí galaxie M31. Po tomto úvodním setkání se obě galaxie od sebe na vzdálí, ovšem pak se začnou opět přibližovat. Během následující série několika takových setkání pravděpodobnost vymrštění sluneční soustavy do slapového ohonu velmi vzroste; již při druhé srážce bude činit 30 %. Rovněž dojde ke splynutí masivních černých děr, nacházejících se v jádrech obou galaxií. Přibližně za 7 miliard let Galaxie a M31 splynou a vytvoří obrovskou eliptickou galaxii. Pokud by v ní byl dostatek mezihvězdného plynu, zvýšená gravitace by způsobila, že by se shromáždil v centru této tvořící se eliptické galaxie. To by vedlo ke krátkému období intenzivní tvorby nových hvězd. Plyn padající do centra galaxie by se navíc stával potravou nově zformované obrovské černé díry, což by vedlo ke vzniku aktivního galaktického jádra. Síla těchto interakcí by pravděpodobně vytlačila sluneční soustavu do vnějšího hala nové galaxie, kde by mohla přežít relativně bez pohromy způsobené silným zářením z těchto kolizí.
Velmi běžným omylem je, že tyto kolize naruší oběžné dráhy planet ve sluneční soustavě. I když je pravda, že gravitace míjející hvězdy může planetu vymrštit do mezihvězdného prostoru, vzdálenosti mezi hvězdami jsou tak velké, že pravděpodobnost podobného setkání hvězd během kolize galaxií je zcela nepatrná. Ačkoliv sluneční soustava jako celek by těmito událostmi byla ovlivněna, samotné Slunce a planety by jimi nebyly nijak narušeny.

### Konec sluneční soustavy
Přestože zmíněnou srážku s galaxií v Andromedě by sluneční soustava zřejmě přežila bez úhony, s postupujícím časem šance na setkání s cizí hvězdou roste, takže odtržení planet od Slunce je nakonec stejně nevyhnutelné. Za předpokladu, že se nenaplní scénáře Velkého křachu nebo Velkého roztržení, pak výpočty naznačují, že gravitace míjejících hvězd obere mrtvé Slunce o jeho zbývající planety během jedné biliardy (1015) let. Zatímco existenci samotného Slunce a jednotlivých planet to nemusí ohrozit, pro sluneční soustavu jako celek to bude znamenat definitivní konec.

## Chronologie
Časové rozmezí vzniku sluneční soustavy bylo určeno za použití metod radiometrického datování. Vědci odhadují, že stáří sluneční soustavy může být 4,6 miliardy let. Nejstarší známé horniny na Zemi pochází přibližně z doby před 4,4 miliardy let. Takto staré horniny jsou na Zemi velmi vzácné, neboť zemský povrch se neustále mění vlivem eroze, vulkanismu a deskové tektoniky. K odhadům věku sluneční soustavy se proto používají meteority, které vznikly již v jejích raných fázích. Téměř všechny meteority jsou staré asi 4,6 miliardy let, což naznačuje, že i sluneční soustava musí být nejméně takto stará.
Stanovit časový průběh vývoje sluneční soustavy rovněž pomáhají studie disků kolem jiných hvězd. Hvězdy, jejichž stáří dosahuje 1 až 3 milionů let, bývají obklopené disky bohatými na plyn, zatímco disky kolem hvězd starších než 10 milionů let obsahují jen málo nebo vůbec žádný plyn, což znamená, že v nich již byla ukončena fáze tvorby plynných obrů.

### Přehled vývoje sluneční soustavy
Všechny časové údaje v následujícím přehledu vývoje sluneční soustavy jsou uvedeny pouze s řádovou přesností.
| Fáze                                            | Doba od vzniku Slunce | Události |
| ----------------------------------------------- | --- | --- |
|                                                 | Miliardy let před vznikem sluneční soustavy | Předchozí zaniklé generace hvězd obohatily mezihvězdný prostor o těžké prvky, z nichž se později vytvořila sluneční soustava. |
| ~ 50 milionů let před vznikem sluneční soustavy | Pokud se sluneční soustava zrodila v oblasti podobné Velké mlhovině v Orionu, pak zde vznikají velké masivní hvězdy, které v závěrečných fázích svého života vybuchují jako supernovy. Jedna ze supernov možná spustila kolaps molekulárního mračna, a dala tak vzniknout sluneční soustavě. | |
| Vznik Slunce                                    | 0 – 100 000 let | Sluneční pramlhovina kolabuje a vzniká Slunce. |
| Vznik Slunce                                    | 100 000 – 50 milionů let | Slunce je protohvězdou typu T Tauri. |
| Vznik Slunce                                    | 100 000 – 10 milionů let | Vznikají plynní obři. Během 10 milionů let sluneční vítr odvane z protoplanetárního disku plyn a tvorba těchto planet je tak ukončena. |
| Vznik Slunce                                    | 10 milionů – 100 milionů let | Vznikají terestrické planety a Měsíc. Mnohá tělesa se srážejí. Na Zemi a některé další terestrické planety se dostává voda. |
| Hlavní posloupnost                              | 50 milionů let | Slunce se stává hvězdou hlavní posloupnosti. |
| Hlavní posloupnost                              | 200 milionů let | Na Zemi vznikají nejstarší známé horniny. |
| Hlavní posloupnost                              | 500 milionů – 600 milionů let | Vlivem rezonance oběžných drah Jupitera a Saturnu se oběžná dráha Neptunu posouvá do Kuiperova pásu. Ve vnitřní části sluneční soustavy nastává éra pozdního velkého bombardování. |
| Hlavní posloupnost                              | 800 milionů let | Nejstarší známé projevy života na Zemi. |
| Hlavní posloupnost                              | 4,6 miliardy let | Současnost. Slunce zůstává hvězdou hlavní posloupnosti a postupně zvyšuje svou teplotu a jasnost, a to asi o 10 % za každou miliardu let. |
| Hlavní posloupnost                              | 6 miliard let | Obyvatelná zóna kolem Slunce se posunuje až za oběžnou dráhu Země a možná bude zahrnovat Mars. |
| Hlavní posloupnost                              | 7 miliard let | Srážka naší Galaxie a galaxie M31. Není vyloučené, že sluneční soustava bude zachycena galaxií M31 ještě před tím, než obě splynou v jednu. |
| Další fáze vývoje Slunce                        | 10 miliard – 12 miliard let | Slunce začíná spalovat vodík i ve vrstvách obklopujících jeho jádro. Tím bude ukončena jeho fáze jako hvězdy hlavní posloupnosti a Slunce na Hertzsprungově–Russelově diagramu vstoupí do tzv. větve rudých obrů. Dramaticky se zvýší jeho zářivost (až 2700krát) a průměr (až 250krát) a současně se sníží jeho teplota (až na 2600 kelvinů). Slunce se stane rudým obrem a pohltí Merkur a zřejmě i Venuši a Zemi. |
| Další fáze vývoje Slunce                        | ~ 12 miliard let | Slunce prochází horizontální větví a asymptotickou větví obrů. Během všech fází, které následovaly po ukončení fáze hlavní posloupnosti ztrácí asi 30 % své hmotnosti. Z vyvržené hmoty vzniká planetární mlhovina a ze zbytku Slunce se stává bílý trpaslík. |
| Pozůstatek Slunce                               | > 12 miliard let | Jako bílý trpaslík již Slunce neprodukuje dostatek energie a začíná postupně chladnout a tmavnout, až se nakonec v průběhu bilionů let dostane do stádia černého trpaslíka. |
| Pozůstatek Slunce                               | ~ 1 biliarda let (1015 let) | Slunce zchladne až na 5 kelvinů. Gravitace hvězd procházejících v jeho blízkosti ho zbaví posledních obíhajících planet. Sluneční soustava tak zaniká. |